# Dero Goi
Dero Goi (Wolfsburgo, Alemania, 16 de abril de 1970) es el cofundador, cantante y baterista de la banda alemana de Neue Deutsche Harte, Oomph! hasta el 30 de septiembre de 2021, cuando anunció su retiro de la banda.

## Historia
Dero Goi, nacido como Stephan Musiol, creció en Wolfsburgo (Baja Sajonia), con su antiguo amigo Andreas Crap. Ambos vivían en el mismo departamento de alquiler y empezaron a tocar música en la escuela primaria. 
Antes de que existiera Oomph!, él y Crap formaron una banda que se llamaba 'Phaze', a la vez que Dero también trabajaba en el servicio civil.
En el momento en que Dero y Crap conocen a Robert Flux en un festival de música en 1989 se llevaron bien y entonces Oomph! nació.
Dero se introdujo a la música a través de su padre, que era un guitarrista y cantante. Dero era obligado a cantar canciones de Elvis Presley con su padre en fiestas familiares. Pero también tomó clases de canto clásico por 4 años.

## Nombre de la banda
Cuando se le preguntó por qué la banda se llamaba Oomph!, Dero dijo que el nombre fue elegido por su peculiaridad:
Era tan extraño ver un nombre como ese... Ya sabes, con las dos "o" y el signo de exclamación al final. También el aspecto visual y su pronunciación nos llamaba la atención. Me parece que es bueno tener un nombre que cuando la gente lo oiga digan ¿Cómo has dicho? Es como si tu banda se llamara, no sé, "WC 2, 3, 4", por ejemplo. El nombre tiene que ser especial. Y este es un nombre especial, definitivamente. - Dero Goi.

## Influencias

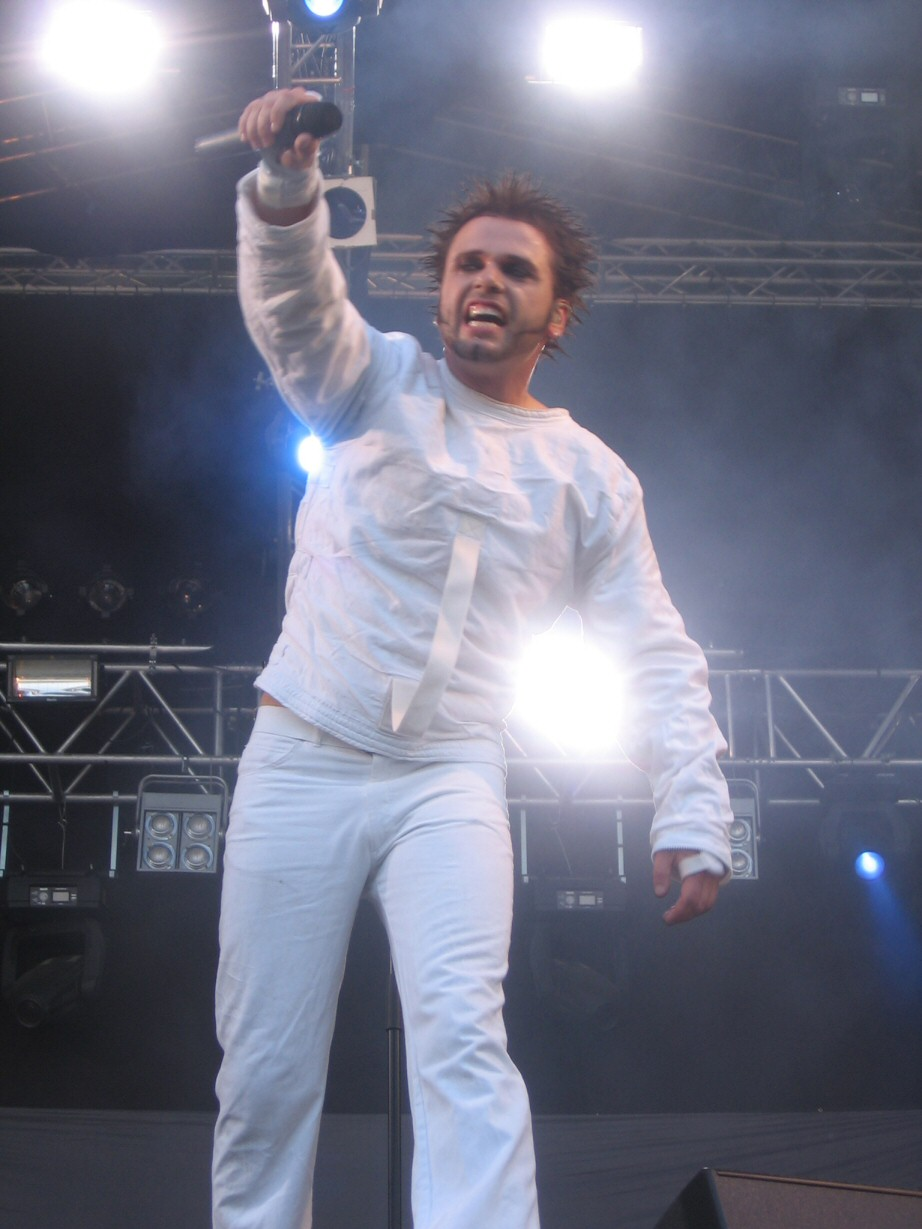
Dero Goi en el Ruisrock (2006) en Turku, Finlandia.

En una entrevista con el sitio web Deutschmusikland: Frank Sinatra, Tool, Korn, Jared Leto, Björk, Metallica, Sepultura, Wolfgang Amadeus Mozart, y DAF (Deutsche Amerikanische Freundschaft). 
Otras influencias son: The Cure, Killing Joke, 30 seconds to mars, Einstürzende Neubauten, AC/DC, Depeche Mode, Extrabreit, Kraftwerk, The Beatles, Elvis Presley, y ABBA.
Dero también ha sido influenciado por una gran variedad de artistas como: Metallica, The Beatles, ABBA, INXS, Depeche Mode, DAF, Nine Inch Nails, Björk, Garbage, Korn y Mozart.

## 2012: What About Bill?
El 30 de noviembre, Dero Goi anunció un proyecto alternativo junto con el cantante Chris Wolff.
Según cuentan ellos mismos en la biografía, el grupo surgió un día en el que Dero y Chris estaban en Estados Unidos. Tomaron la errónea decisión de orinar en la vía pública, fueron arrestados por la policía de Nueva York y pasaron la noche en el calabozo.
Esa misma noche, en prisión, había una sesión abierta donde cantaban e interpretaban clásicos temas de rock versionados al swing y al jazz. Dos de los guardias dejaron a Dero y a Chris participar en el espectáculo. Además de ellos dos, un compañero de celda llamado Bill, también estaba dispuesto a participar tocando la parte de metalófono del tema "Enter Sandman" de Metallica. En el momento de la actuación, Bill no apareció, y accidentalmente se convirtió en el nombre que representaría a la banda tras preguntarse a sí mismos: "What about Bill?" ("¿Qué ha sido de Bill?").